# The Theatre of Eternal Music
The Theatre of Eternal Music, soms later bekend als The Dream Syndicate, was een muziekgroep uit het midden van de jaren 1960, gevormd door La Monte Young, die zich richtte op experimentele dronemuziek. Het bevatte de uitvoeringen van La Monte Young, John Cale, Angus MacLise, Terry Jennings, Marian Zazeela, Tony Conrad, Billy Name, Jon Hassell, Jon Gibson, Alex Dea en anderen. De groep is stilistisch verbonden met de neo-dada-esthetiek van Fluxus en het post-John Cage noise-muziekcontinuüm. Archiefopnamen van de invloedrijke optredens uit de jaren 1960 van de band blijven in het bezit van Young, maar geen enkele heeft ooit een officiële publicatie gezien. Een geschil over compositorische erkenning tussen Young en andere leden (namelijk Conrad en Cale) resulteerde in de weigering van Young om enig materiaal vrij te geven. Niettemin werd een illegale opname van een optreden uit 1965 controversieel uitgebracht in 2000 als Day of Niagara. Andere bootlegs van de band zijn online verschenen via sites voor het delen van bestanden.

## Bezetting
Voormalige bezetting
- La Monte Young (saxofoon, elektronica)
- John Cale (altviool)
- Angus MacLise (drums)
- Terry Jennings
- Marian Zazeela (zang)
- Tony Conrad (viool)

- Billy Name
- Jon Hassell (trompet)
- Alex Dea
- Terry Riley (zang)
- Sterling Morrison (gitaar, basgitaar)
- Jon Gibson (saxofoon, klarinet, fluit)

## Geschiedenis
The Theatre of Eternal Music voerde muziek uit die bestond uit lang aanhoudende tonen en onconventionele harmonische combinaties, die werden verkend via improvisatie, die werd beperkt door 'wetten' die door Young waren opgesteld met betrekking tot toegestane sequenties en gelijktijdigheden. Gecombineerd met La Monte Youngs interesse in aanhoudende tonen en Hindoestaanse klassieke muziek had Tony Conrad kennis van juiste intonatie en de wiskunde van niet-westerse afstemming, samen met zijn introductie van elektronische versterking. Soms maakte Young ook gebruik van sinusgeneratoren en andere elektronische geluidsbronnen, zoals de 60 Hz-motor van de aquariumtank van zijn schildpad. De meeste stukken die door het Theatre of Eternal Music worden uitgevoerd, hebben geen begin en geen einde en bestaan voor en na een bepaalde uitvoering. 
Oorspronkelijk actief tussen 1962 en 1966, vloeide de aanvankelijk naamloze band samen in de kernbezetting van componist-saxofonist La Monte Young, zanger Marian Zazeela, violist Tony Conrad en altviolist John Cale en soms Terry Riley (zang). Andere tijdelijke leden in deze periode waren Angus MacLise, Billy Name, Terry Riley en Terry Jennings. In februari 1965 begon de band zichzelf het Theatre of Eternal Music te noemen. Veel van de optredens en oefensessies van de groep vonden plaats op de zolder van Young en Zazeela in New York. De band werd aanvankelijk bepaald door Youngs jazz-geïnspireerde saxofoonimprovisatie, maar ging al snel volledig over op dronemuziek onder invloed van Conrad en Cale. In 1964 begon de band met het uitvoeren van delen van het op drones gebaseerde improvisatiewerk The Tortoise, His Dreams and Journeys, met een raga-achtige toonladder die bestaat uit de harmonische nummers 21, 189, 3, 49, 7 en 63 over de grondtoon. De aanhoudende noten en luide versterking van The Theatre of Eternal Music beïnvloedden Cale's latere bijdrage aan The Velvet Underground in zijn gebruik van zowel dissonantie als feedback. Zazeela produceerde vroege lichtshows om hun optredens te begeleiden.
Cale en Conrad hebben geluidsopnames uitgebracht die ze halverwege de jaren 1960 hebben gemaakt, zoals Cale's Inside the Dream Syndicate-serie (The Dream Syndicate is de alternatieve naam die Cale en Conrad hebben gegeven aan hun collectieve werk met Young).
De meeste stukken die door het Theatre of Eternal Music worden uitgevoerd hebben lange titels, zoals The Tortoise Recalling the Drone of the Holy Numbers as they were Revealed in the Dreams of the Whirlwind and the Obsidian Gong, Illuminated by the Sawmill, the Green Sawtooth Ocelot and the High-Tension Line Stepdown Transformer. Evenzo zijn de werken vaak van extreme lengte, veel stukken hebben geen begin en geen einde en bestaan voor en na een bepaalde uitvoering. Het meesterwerk van het Theatre of Eternal Music ensemble, begonnen in 1964, heet The Tortoise His Dreams and Journeys en is onderverdeeld in verschillende secties, waarvan Map of 49's Dream: The Two Systems of Eleven Sets of Galactic Intervals Ornamental Light Years Tracery en is de enige waarvan een fragment op schijf te vinden is (veertig minuten, met Jon Hassell op trompet, Garrett List op trombone, Zazeela op stem en Young op elektronica). De langste Dream House-uitvoering was die van 1979 tot 1985 in de Harrison Street-galerie in New York, die zes jaar onafgebroken duurde.

## Discografie
- 1974: La Monte Young Marian Zazeela, The Theatre of Eternal Music: Dream House 78' 17" (Shandar)
- 1965: Inside the Dream Syndicate, Volume I: Day of Niagara (Table of the Elements. Opgenomen 25 april 1965 in New York / uitgebracht in 2000) Personnel: La Monte Young, Marian Zazeela, Angus MacLise, John Cale, Tony Conrad
- 2002: Inside the Dream Syndicate Vol.II: Dream Interpretation (Table of the Elements) Personeel: John Cale, Angus MacLise, Tony Conrad
- 2002: Inside the Dream Syndicate Vol.III: Stainless Gamelan (Table of the Elements) personeel: Terry Jennings, Angus MacLise, John Cale, Sterling Morrison